# Asociația Tratatului Atlanticului
Asociația Tratatului Atlanticului (ATA) este o organizație umbrelă care reunește lideri politici, academicieni, oficiali militari și diplomați în sprijinul NATO. ATA este o organizație independentă separată de NATO. 
ATA a fost creat la 18 iunie 1954. De la sfârșitul Războiului Rece și dizolvarea Pactului de la Varșovia, rolul Asociației Tratatului Atlanticului s-a schimbat considerabil. În 1992, Constituția ATA a fost modificată pentru a găzdui membri asociați și observatori din țări non-NATO. Având în vedere natura schimbătoare a NATO, ATA acum funcționează dincolo de frontierele euro-atlantice, care operează în Europa Centrală și de Est, în Marea Mediterană și în Caucazul de Sud. În urma ascensiunii noilor țări NATO în 1999 și 2004, aderarea la ATA sa extins considerabil, iar accentul său de securitate sa schimbat spre sud și spre est.
ATA este activă în programele NATO pentru Parteneriat pentru Pace (PfP) și Dialogul Mediteranean și se implică din ce în ce mai mult cu oficiali și instituții bazate pe membrii Inițiativei de Cooperare de la Istanbul (ICI) și Parteneri peste tot în lume.
Misiunea declarată a Asociației Tratatului Atlanticului este de a sprijini valorile stabilite în Tratatul Atlanticului de Nord: libertatea, libertatea, pacea, securitatea și statul de drept. Ca atare, ATA își propune să servească drept forum de dezbatere în care asociațiile membre pot realiza interese comune și obiective democratice. Filiala de tineret a ATA, Asociația pentru Testarea Atlanticului Tineret (YATA) a fost creată în 1996. YATA urmărește să educe și să promoveze dezbaterile în rândul tinerilor pentru a crea lideri politici responsabili care să înțeleagă valorile stabilite în Tratatul Atlanticului de Nord.

## Organizații membre

### Țări NATO
- Albania, Asociația Atlanticului Albanez
- Belgia, Asociația Atlanticului Belgian
- Bulgaria, Clubul Atlantic din Bulgaria
- Canada, Asociația NATO din Canada
- Croația, Consiliul Atlantic din Croația
- Republica Cehă, Comisia Cehă a Atlanticului
- Danemarca, Atlantsammenslutningen
- Estonia, Asociația Estoniană a Tratatului Atlantic
- Franța, Asociația Franceză pentru Comunitatea Atlantică
- Germania, Deutsche Atlantische Gesellschaft
- Grecia, Greek Association for Atlantic and European Cooperation
- Ungaria, Consiliul Atlanticului Maghiar
- Islanda, Samtök um Vestraena Samvinnu
- Italia, Comitetul Atlantic Italian
- Letonia, Organizația transatlantică din Letonia
- Lituania, Asociația Tratatului Atlanticului Lituanian
- Olanda, Asociația Atlantică Olandeză
- Norvegia, Den Norske Atlanterhavskomite
- Portugalia, Comissão Portuguesa do Atlântico
- România, Consiliul Euro-Atlantic
- Republica Slovacă, GLOBSEC
- Slovenia, Consiliul Euro-Atlantic al Sloveniei
- Spania, Asociación Atlantica Española
- Turcia, Türk Atlantik Antlașması Derneği
- Marea Britanie, Consiliul Atlantic al Regatului Unit
- Statele Unite, Consiliul Atlantic

### Țările Parteneriatului pentru Pace
- Armenia, Asociația atlantică a Armeniei
- Azerbaidjan, Azerbaidjan Cooperarea Atlanticului
- Fosta Republică Iugoslavă a Macedoniei, Clubul euro-atlantic al Republicii Macedonia
- Georgia, Asociația georgiană a cooperării atlantice
- Serbia, Consiliul Atlantic al Serbiei
- Suedia, Consiliul Atlanticului Suedez
- Ucraina, Consiliul Atlanticului din Ucraina

## Legături externe
- Official website for ATA